# Parc national Alfred
Le parc national Alfred est un parc national situé au Victoria en Australie à 388 km à l'est de Melbourne. Le parc a été créé en 1925.
Situé dans l'est du Gippsland, le parc contient des parties de forêts tempérées chaudes comme la jungle du Mont Drummer. Par rapport aux forêts tropicales humides du Queensland et de Nouvelle-Galles du Sud, c'est une forêt plus riche en fleur. C'est une région intéressante d'un point de vue biogéographique car elle est à la rencontre de la flore subtropicale du nord de l'Australie et de celle des zones plus froides et arides du sud et de l'ouest. La forêt humide est  formée d'Acmena smithii avec de nombreuses lianes, fougères et plantes épiphytes. Le parc est connu surtout pour ses fougères arborescentes et ses orchidées comme Sarcochilus falcatus et Dendrobium speciosum. 
Le parc a été gravement endommagé par un feu de forêt en 1983.